# Platonische koolwaterstof
Platonische koolwaterstoffen zijn koolwaterstoffen, waarvan de vorm door een platonisch lichaam is af te beelden. Platonisch lichaam en regelmatig veelvlak is hetzelfde. De hoekpunten vervangen de koolstofatomen en de ribben de chemische bindingen. De vijf regelmatige veelvlakken komen niet allemaal in een molecuul platonische koolwaterstof voor.
De volgende platonische koolwaterstoffen zijn gesynthetiseerd:
- tetrahedraan C4H4
- cubaan C8H8
- dodecahedraan C20H20

Daarentegen niet:
- De ringspanning die zou optreden bij de vorming van een octaëder voorkomt de vorming ervan. Bovendien, omdat in elk hoekpunt vier bindingen samenkomen, zou er in dit hypothetische molecule geen ruimte meer zijn voor waterstofatomen. Het octaëdrische molecule wordt daarmee een allotrope vorm van koolstof met de formule C6 en is geen koolwaterstof meer.
- De vierwaardigheid van koolstof belet de vorming van een icosaëder, waarbij 5 ribben samenkomen in 1 hoekpunt.

Met het toenemen van het aantal koolstofatomen gaat de molecule steeds meer op een bol lijken. In de fullerenen, hoewel zelf geen platonische koolwaterstoffen, is dit stadium het verst gevorderd. Buckminsterfullereen, C60, heeft de vorm van een afgeknotte icosaëder (5.6.6), een archimedisch lichaam.

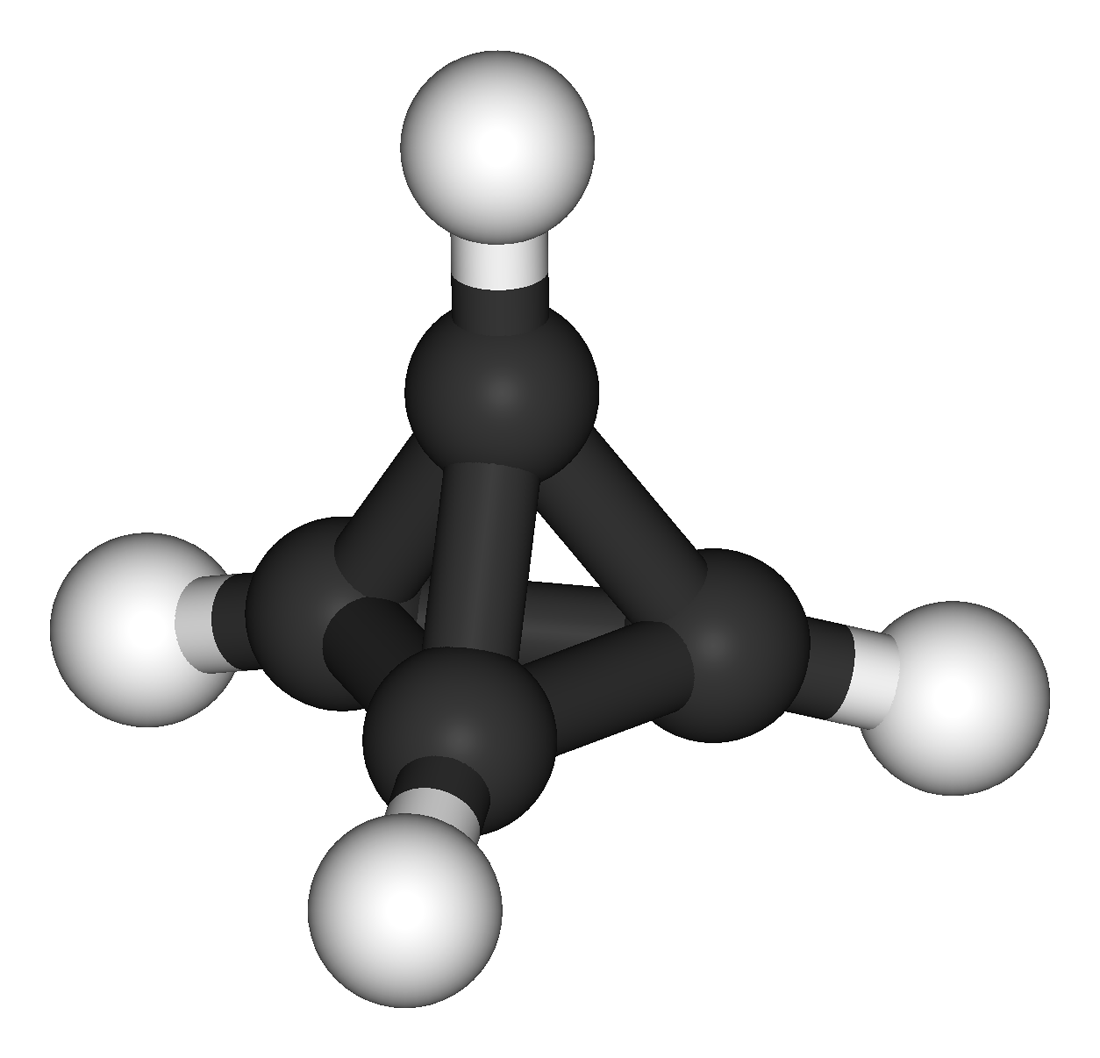
tetrahedraan
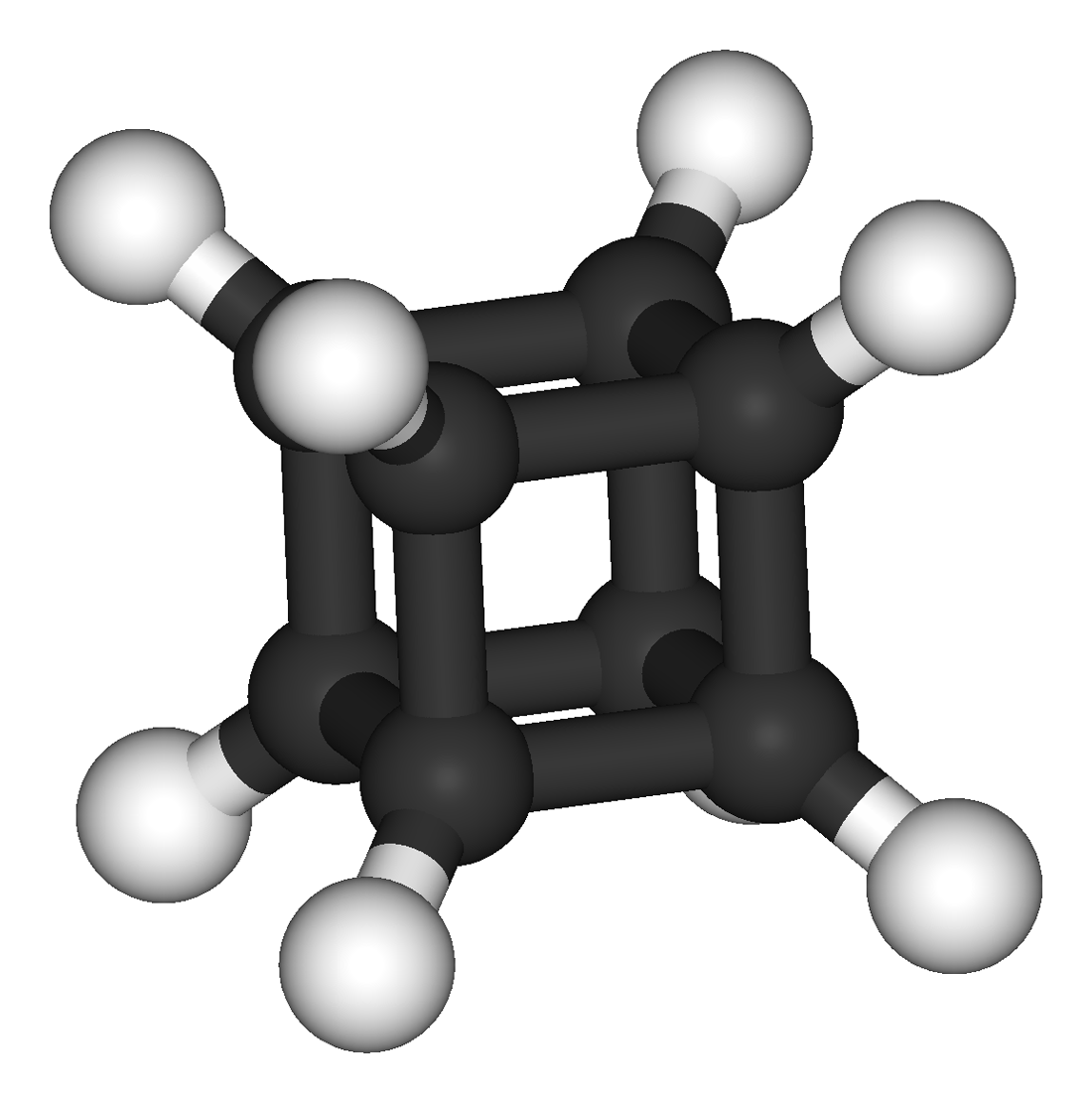
cubaan
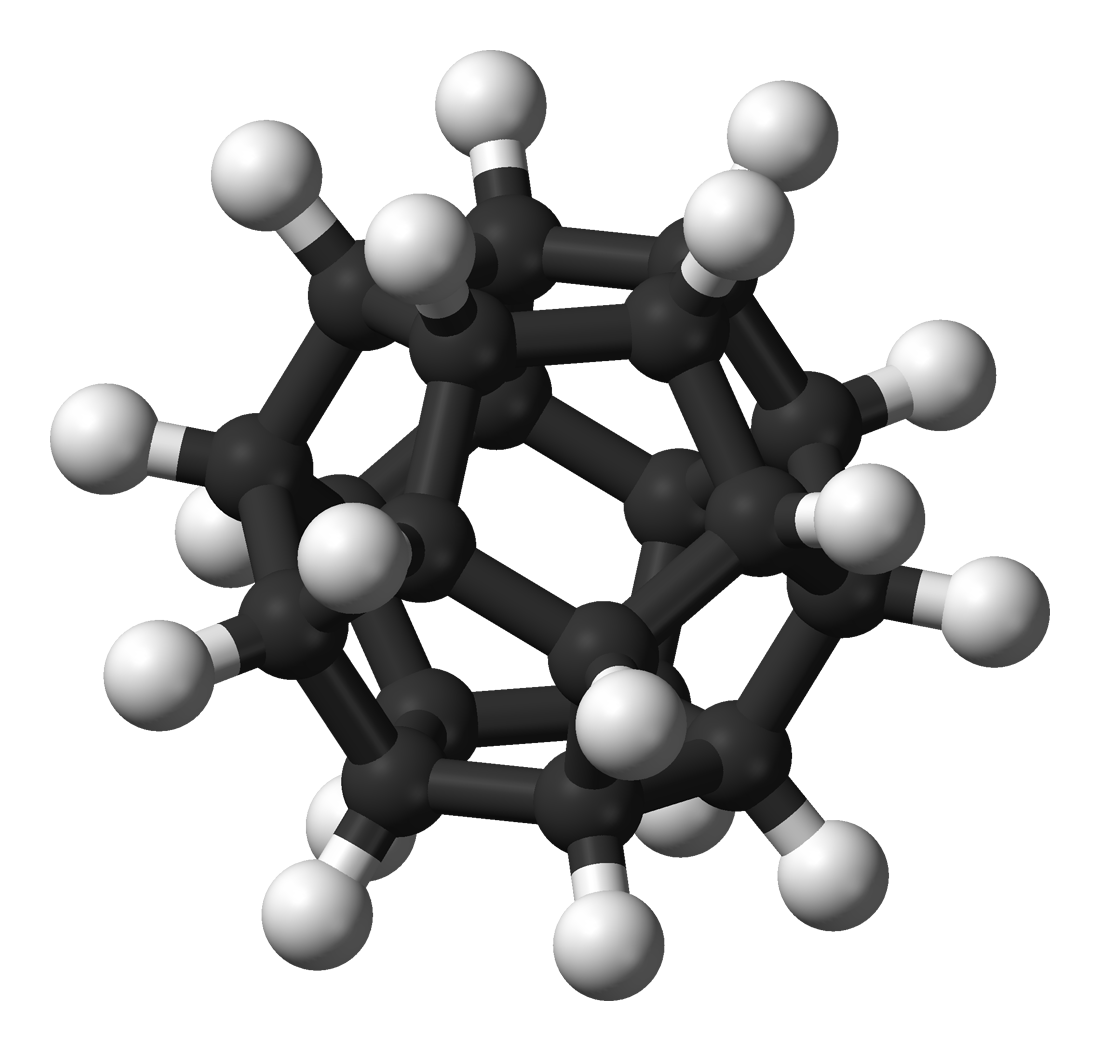
dodecahedraan

De verbindingen zijn voorlopig van weinig praktisch nut, maar vanuit het oogpunt van de structuurchemie en de theorie zijn de verbindingen wel interessant. De vorm van de moleculen heeft er toe bijgedragen de moleculen te maken. Er zijn belangrijke vorderingen in de algemene synthetisch-organische chemie gemaakt door de wens dit soort moleculen te synthetiseren.